# Richard von Below (Maler)
Richard von Below (* 5. Februar 1879 in Berlin; † 17. November 1925 ebenda) war ein deutscher Maler und Illustrator.

## Leben
Richard von Below war Sohn des Generalleutnants z. B. und Rittergutsbesitzers Gerd von Below und der Luise geb. von Witzleben. Nach dem Besuch des Viktoria-Gymnasiums Potsdam studierte er an der Rheinischen Friedrich-Wilhelms-Universität Bonn Rechtswissenschaften. 1899 wurde er Mitglied des Corps Borussia Bonn. Nach dem Studium ließ er sich in München als Maler nieder. Um 1910 verweilte er in Paris, um sich bei Maurice Utrillo in Malerei und Graphik fortzubilden. Mit Alf Bachmann unternahm er anschließend zahlreiche Reisen, unter anderem nach Island und Ägypten. Eine Reise führte ihn 1913/1914 gemeinsam mit dem Orientalisten Curt Prüfer (1881–1959) nach Oberägypten. Am Ersten Weltkrieg nahm er als Soldat in Russland teil. Am 28. Februar 1921 heiratete er Eva-Maria von Zitzewitz; der Ehe entsprang die Tochter Frieda Veronika Klara Luise.
1922 wohnt er zusammen mit Olaf Gulbransson und Herbert von Richthofen eine Zeit lang in Haus Nr. 1 a in Schlattan bei Partenkirchen.
Below trat durch zahlreiche Landschaftsradierungen und Illustrationen zu Gedichtbänden hervor.

## Werke
- Flucht aus Stallupönen, August 1914
- Schlachtfeld bei Mastki, Lowicz, Dezember 1914
- Flüchtlinge, Karpathen, Mai 1915
- Radiermappe Ägyptische Landschaft (8 Radierungen), etwa 1920[3]
- Zehn Radierungen und elf Zeichnungen in: Friedrich Freksa: Li Tai Po – Ein Gedicht, 1923